# Voormalig Politiebureau Soest
Het voormalige Politiebureau van Soest is een gemeentelijk monument aan de Van Weedestraat 3 in de gemeente Soest in de provincie Utrecht. Het herenhuis staat op de hoek van de Van Weedestraat met de Prins Bernhardlaan.
Het in eclectische stijl vormgegeven herenhuis werd tussen 1875 en 1900 gebouwd. In 1946 kreeg het de functie van politiebureau. In 1987 werd dit verbouwd tot kantoor. De aanbouwen aan de achterzijde en de zijgevel zijn toen vervangen door nieuwbouw. In 1998 werd aan de achterzijde een serre bijgebouwd.
Het afgeplatte schilddak heeft aan de voorzijde twee dakkapellen met een oeil-de-boeuf. De voordeur bevindt zich in de symmetrische voorgevel, daarboven is een balkon van natuursteen. Het middenstuk van de voorgevel steekt iets naar voren en eindigt boevenaan in een decoratief geveleinde.
Aan de rechterzijde is een serre aangebouwd. Onderaan de vensters is decoratief metselwerk aangebracht.